# 弗朗索瓦·奥朗德
弗朗索瓦·热拉尔·乔治·尼古拉·奥朗德（法語：François Gérard Georges Nicolas Hollande，法語發音：[fʁɑ̃swa ʒeʁaʁ ʒɔʁʒ nikɔla ɔlɑ̃d] ⓘ；1954年8月12日—），法国政治人物，為前任法国总统兼安道爾親王、现任法国国民议会议员。作为法国社会党的核心领导人之一，歐蘭德曾出任社會黨第一书记（黨魁）超过十年。2012年法国总统选举中，歐蘭德擊敗尼古拉·萨科齐，当选法国第24任總統，成為法蘭西第五共和國第二位左翼總統；2016年12月1日宣布放棄競選連任，2017年5月14日卸任。在成为总统前，奧朗德曾于1988年至1993年、1997年至2012年为科雷兹省第1选区之国民议会议员，在卸任总统后自2024年起第三次成为代表该选区的议员；他也曾是蒂勒市长（2001—2008年）和科雷兹省总委员会主席（2008—2012年）。

## 早年
1954年，歐蘭德生于法国西北部城市鲁昂，父亲是一位耳鼻喉科医生，曾经参加60年代总统选举竞选活动，是当年极右派候选人的支持者。他的母亲則为支持左派的社会工作者。
1968年，歐蘭德家搬迁到巴黎，住到巴黎郊区最富裕的一个市镇纳伊市。 他最初在巴斯德中学就读，然后在巴黎第二大学获得法律学士学位。接着又考入著名的法国高等商科学校巴黎HEC商学院以及巴黎政治学院Science Po继续深造。之后他又考取国家行政学院L'ENA。1980年，他以第七名成绩（伏尔泰届）从国家行政学院毕业。20岁时，歐蘭德担任了法兰西学生联合会主席。

## 政治生涯

### 社会党第一书记
从国家行政学院毕业后，奥朗德进入了法国的审计法院，专门负责审计公共和私人机构。
作为志愿者参与弗朗索瓦·密特朗1974年并不成功的总统竞选是奥朗德迈入政坛的第一步。1979年，25岁的歐蘭德正式加入法国社会党，1981年社会党领袖密特朗执政后，他又差点进入了国民议会（输给了未来的保守派总统雅克·希拉克）。
在随后的几年里，他先是在地方政府工作，随后的1988年终于成功当选国民议会议员，最终当任社会党第一书记。奥朗德在这个职位上从1997年一至就任到2008年，是社会党有史以来任期最长的书记。
在2007年普选时，奥朗德本来被认为会是总统候选人之一，可社会党最终却选择了他的前任搭档（和他四个子女的母亲）塞戈莱纳·罗亚尔。2011年，当原本的领跑人多米尼克·斯特劳斯-卡恩（国际货币基金组织前理事）退出竞选后，奥朗德赢得了社会党有史以来第一次公开党内初选。

### 总统竞选

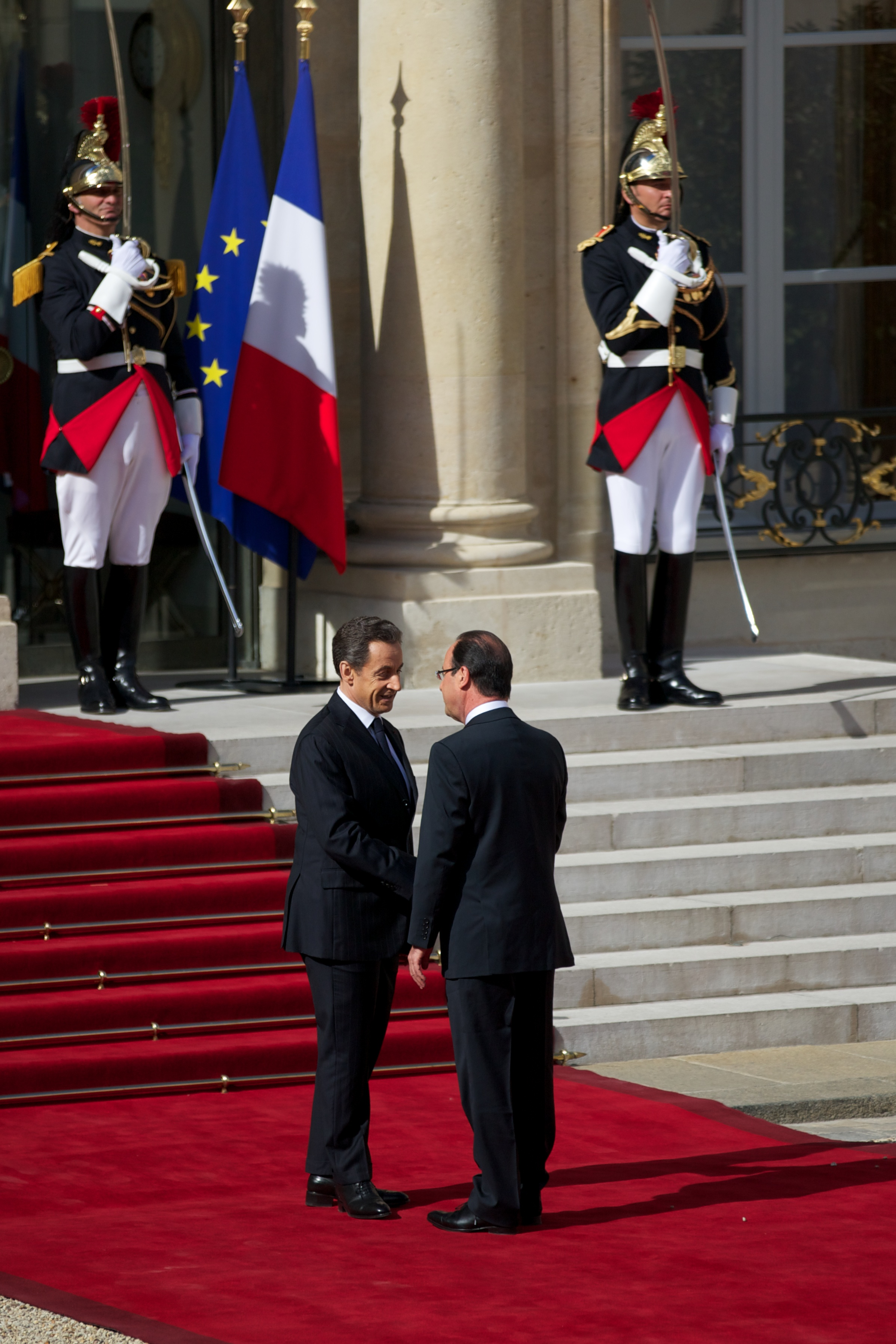
歐蘭德與薩科齊於2012年5月15日在爱丽舍宫進行政權交接

2011年10月16日，歐蘭德在党内初选中胜出，正式成为总统候选人。
2012年法国总统选举4月22日第一轮投票中，歐蘭德得票率第一（28.63%），与时任总统萨科齐（27.18%）一同进入第二轮投票。

2012年5月6日的总统第二轮投票中，歐蘭德得票率第一（51.64%），擊敗時任总统萨科齐，成為第24任总统，他亦成為法蘭西第五共和繼密特朗(1981年至1995年)之后的第二位左派總統， 結束右派長達十七年的執政。

### 总统生涯

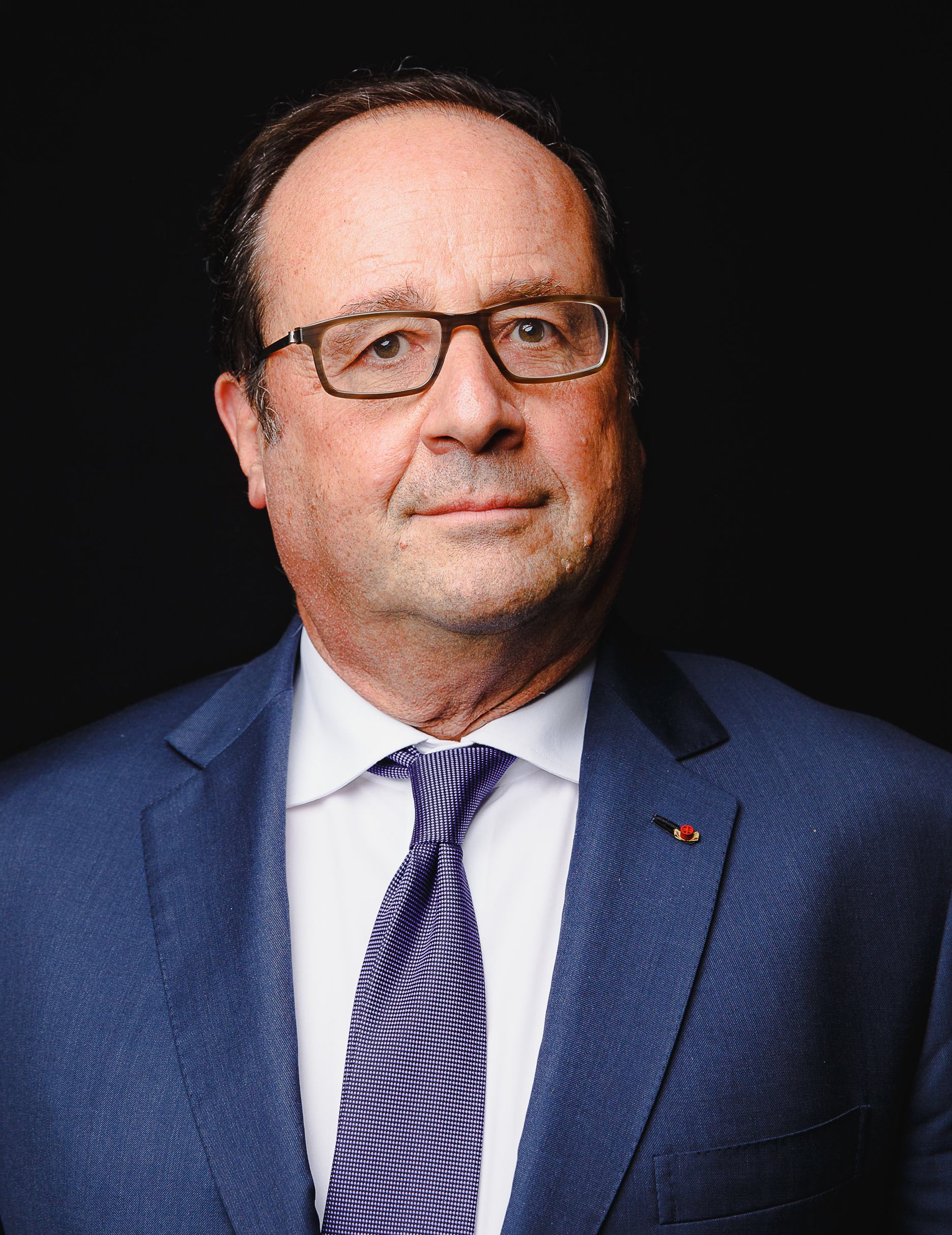
法國總統期間，攝於2017年网络峰会

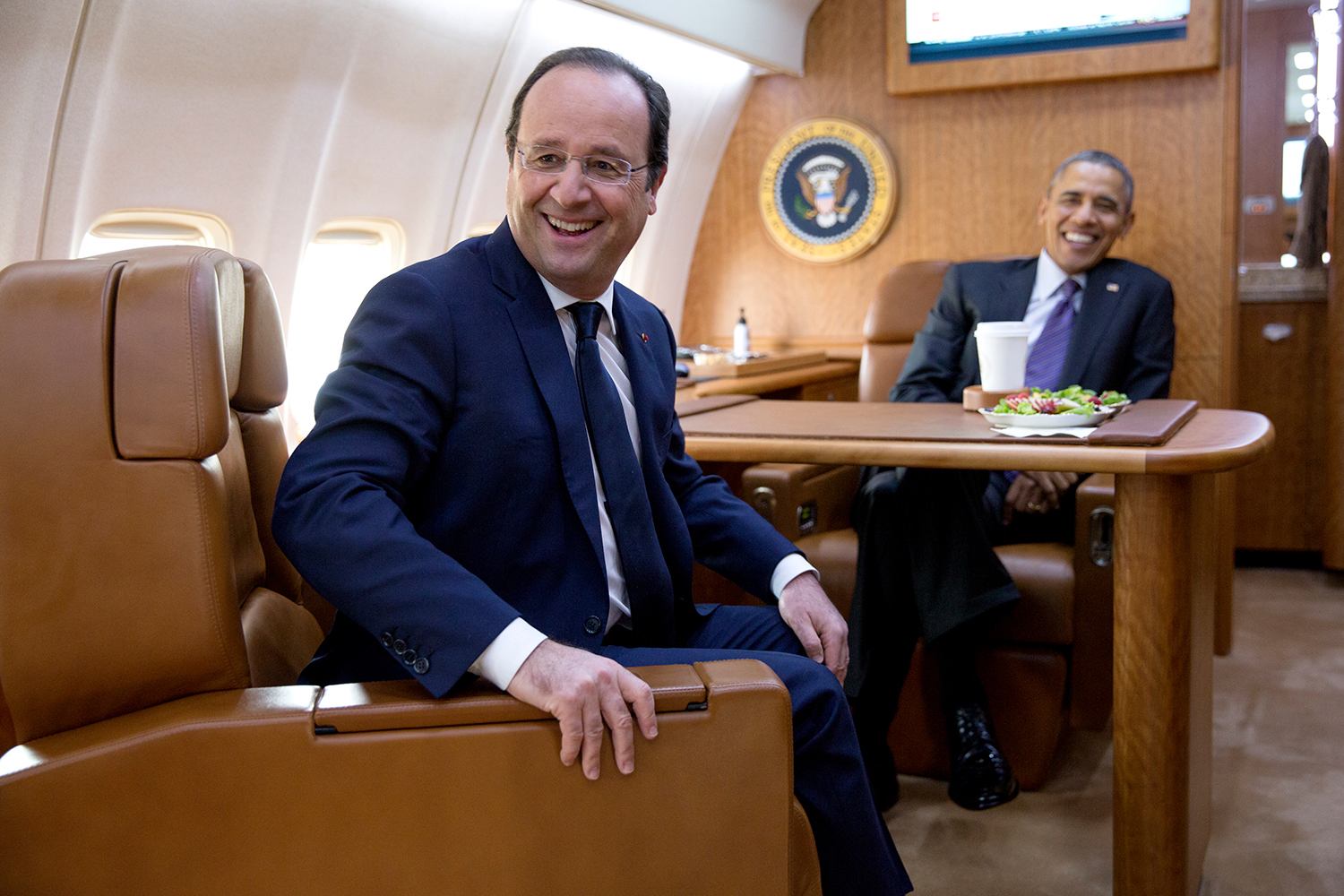
2014年2月10日歐蘭德与时任美国总统贝拉克·奥巴马在空军一号上

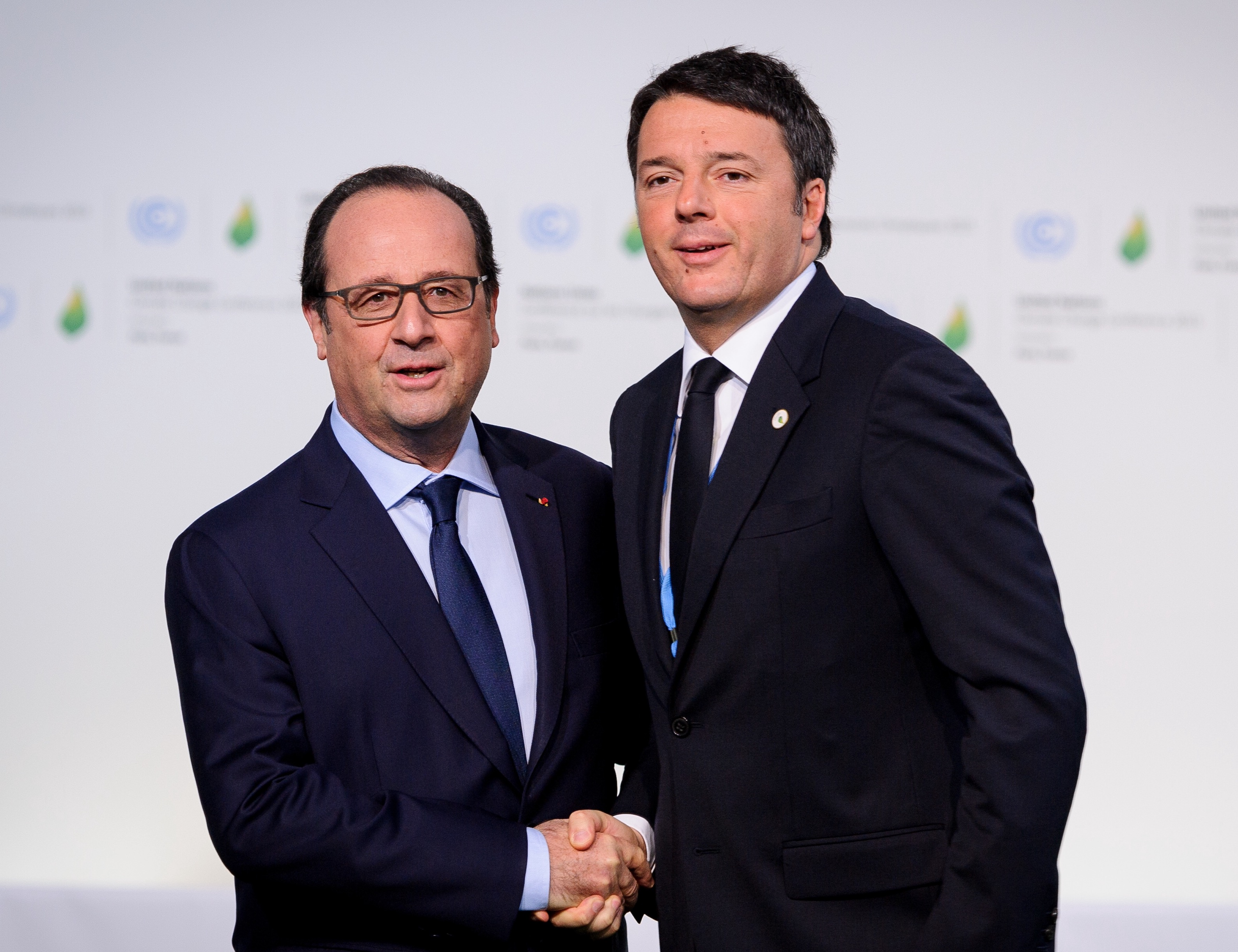
2015年11月30日歐蘭德与时任意大利总理马泰奥·伦齐会面

2012年5月15日，爱丽舍宫举行总统职位交接仪式，歐蘭德正式成為法兰西共和国第24任總統及第五共和成立以來第二位左翼總統。随后，歐蘭德任命了社会党人让-马克·埃罗为新任总理，并且根据其竞选公约，在34名部长中任命半数的女性部长，体现性別平等，并下令将总统和部长们减薪30%。
奥朗德和社会党所主张包括对富人的大幅增税、更严格的经济管制、（被他前任提高的）退休年龄的降低以及同性婚姻合法化。
之后，歐蘭德开始陆续展开他的政策，他相继同意对年收入百万欧元的富人推动征收75%的新税，并成功使其法制化。但不久后该政策被法院裁定违宪，其政府表明会尽快继续推行符合宪法的增税政策，但最终放棄。与此同时，他又宣布将退休年龄恢复到60岁。2012年10月宣布推动同性婚姻及收养合法化的法案；同性婚姻相关法案其后在大部分左派国会议员支持下獲得通過，於2013年5月正式实行，但当時引發了很大的社會爭議。
外交上，为遏制伊斯兰极端主义分子在马里北部的活动，歐蘭德决定出兵帮助马里政府收复失地，并顺利为馬利政府收复了一些北方重镇。歐蘭德也于2013年2月前往马里访问，表示法军不会长期逗留，并称将在数周内收兵。有分析认为，出兵马里有助于鞏固法国在前殖民地的影响力，并有助于歐蘭德树立果敢的形象。
自于2012年胜选后，奥朗德的总统任期可以说是十分艰难。执政期間失业率和财政赤字的上升，出自他内阁的种种丑闻也进一步损害了他的形象。截至2014年9月，奥朗德的支持率已经跌到了13%——第五共和国的最低记录。
2013年4月25日，歐蘭德应中華人民共和国主席习近平邀请，於上午抵达北京，开始对中国大陸进行国事访问。这是歐蘭德就任法国总统以来首次访华。他也是中国大陸新一届领导集体产生后首位访华的西方大国元首。2013年5月2日，歐蘭德在南方周末上发表文章，向四川地震遇难者和他们的家人表示深切的哀悼和诚挚的慰问。
2014年3月，社会党在地方选举中遭到痛击，丢掉了超过150个选区，其中包括数个传统社会党大本营。奥朗德辞退了他的总理让-马克·埃罗，用年轻并受欢迎的曼纽尔·瓦尔斯替代之。瓦尔斯曾是奥朗德的内政部长，因为其2013年为对一名15岁罗姆人女孩和她非法居住在法国的家人的逮捕和驱逐出境的辩护而名声大噪。虽然瓦尔斯遭到社会党左派批评，他强硬的反移民政策却得到了广泛的支持。瓦尔斯在政治上是一位中间派，支持限制移民、禁止面纱以及其它数项在社会党左派之间很不受欢迎的经济改革，尤其是勞工改革。
2016年12月1日，奧朗德宣佈不會尋求連任，成為法國自二戰以來首位放棄競選連任的總統。此前的民调显示奥朗德政府的执政满意度仅剩4%、甚至被称为法兰西第五共和国最不受欢迎的总统，可能无法获得党内支持竞选；他期望提前决定退选能增加社会党“击败保守和极端主义”的机会。

### 重返议会
2024年6月15日，奥朗德出乎意料地宣布他将代表新人民阵线参加2024年法国立法选举、再次角逐他曾代表二十年的科雷兹省第1选区。他以第一名的位置通过了第一轮选举，并在第二轮以43.29%的得票率再次当选国民议会议员。

## 个人生活

歐蘭德与塞戈莱纳·罗亚尔同居30年，育有四名子女

歐蘭德作风低调、清新、简朴，通常骑小轮子摩托车上下班；他原本的外号是“Flanby牌的焦糖布丁”，后来为了塑造魅力体格，戒掉了以往非常爱吃的巧克力蛋糕；原本他的眼镜片是玻璃瓶底厚的古板风格，如今换成时尚风格的无框眼镜。根據法國某新聞媒體披露諷刺稱，歐蘭德有自己專屬的理髮師，每個月的給予御用理髮師的薪水將近一萬歐元而引起爭議，引起多國新聞媒體轉載。
1978年至2007年，他与同为政治人物的女友塞戈莱纳·罗亚尔同居约30年，生有4个孩子：Thomas（1984-）、Clémence（1985-）、Julien（1987-）和 Flora（1992-），2007年總統大選後分手。2007年，宣布与资深政治记者女友瓦莱丽·特里耶维勒开始交往，2012年特里耶维勒在奧朗德當選總統後成為實際上的第一夫人。雖然他希望做一個相對其他任專情的人，承諾自己會做一個無聊的好伴侶，而不是招搖的萬人迷。但歷來法國總統常會有的偷情醜聞還是纏上了他，2014年1月25日，歐蘭德宣布与共同生活7年的女友瓦萊麗·崔威勒分手。2014年5月2日，媒体爆出歐蘭德与绯闻女友、影星加耶多次在总统府爱丽舍宫幽会。2022年6月4日，奥朗德和演员朱莉·加耶在图勒秘密结婚。
2012年5月11日，法国政府公布了歐蘭德申報的个人财产資料，其个人财产超过117万欧元。他也將海地獨立後向法國的賠款稱為獨立的贖金。

## 荣誉
2021年，奥朗德将他五年总统任期内获得的所有外国勋章奖章全部捐献给法国荣誉军团博物馆，总计40套：包括欧洲17套、亚洲6套、非洲9套和美洲8套。

### 外国勋章奖章
- 大勋位菊花大绶章（日本，2013年5月31日公布[20]）
- 芬兰白玫瑰大十字勋章附颈饰（芬兰，2013年7月[21]）
- 巴斯爵级大司令勋章（英国，2014年颁发[22]）：对英国进行国事访问。
- 魁北克大军官勋章（法语：Ordre national du Québec）（加拿大魁北克省，2014年11月[23]）
- 天主教伊莎贝拉女王勋章颈饰（西班牙语：Orden de Isabel la Católica）（西班牙，2015年3月23日批准[24]）
- 自由勋章大颈饰（葡萄牙語：Ordem da Liberdade）（葡萄牙，2016年7月19日公布[25]）